# 焼き物 (料理)
焼き物（やきもの）あるいは焼き料理（やきりょうり）とは料理の一種で、本来は熱媒（鍋・釜や油）を利用せず、火で直接食品を加熱した料理である。

## さまざまな焼き方
焼く調理法を英語では"Roast"（ロースト）、"Bake"（ベイク、ベーク）、"Toast"（トースト）、"Grill"（グリル）、"Pan fry"（パンフライ）、"Sauté"（仏語のソテー由来）など複数の言葉で表し、異なると考えられている調理法が、日本語の和語ではすべて「焼く」というひとつの動詞で一括されている。同様に中華料理で用いる中国語でも、「烤」（カオ）、「煎」（チエン、煎る）、「扒」（パー）、「炒」（チャオ、炒める）など複数調理法も和語では「焼く」と総称されている。現在においては、特殊な道具や調理器具を用いて加熱する場合にも用法が広がっており、「焼く」の定義はさらに細分化されている。それぞれの定義については下記を参照のこと。

### 熱輻射による加熱調理

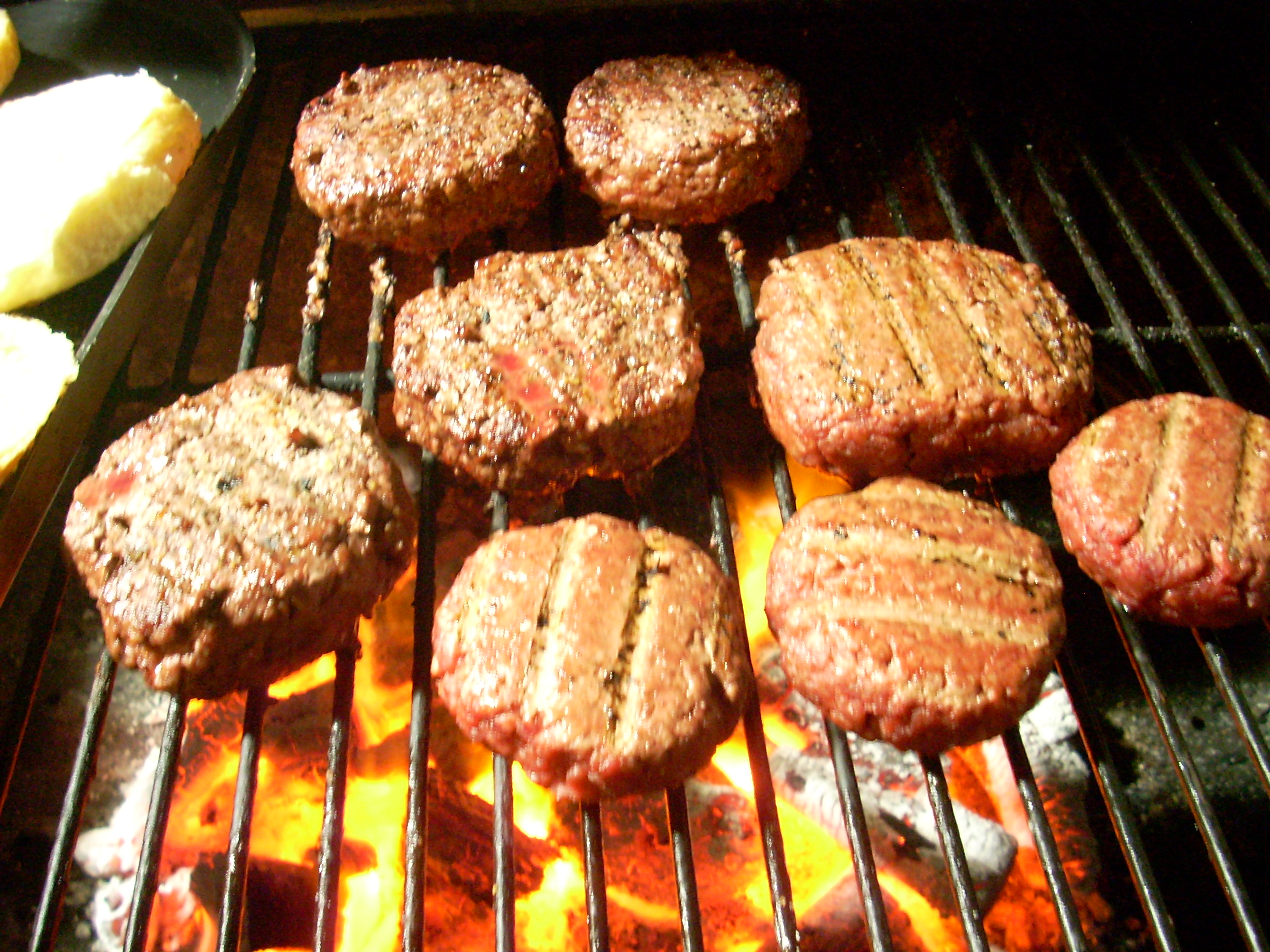
ハンバーグの炭火焼き

食材を直接火、もしくは高温の物体に近づけて、炙り、加熱、調理する方法が直火焼き（じかびやき）である。加熱調理の技法としては人類最古のものと思われる。直火焼きにおける食材への伝熱は、主に熱輻射によるものである。魚類や肉類などを串、金網や格子などで保持できるようにして加熱する。食材を串に刺して焼いた場合は「串焼き」、網に乗せて焼いた場合は「網焼き」などとも呼ぶ。加熱前や加熱中に調味料（塩など固形状の物やたれ）で調味する場合がある。この方法を利用した主な料理は焼き鳥、ケバブ、焼き魚など。
直火焼きの場合、熱源となる燃料の違いによって、炭火焼き（すみびやき）、ガス火焼き（ガスびやき）、電気焼き（でんきやき、または電熱焼き）などと呼び分ける場合がある。

### 熱伝導による加熱調理

#### 油に基づく焼き方
鉄板焼き（てっぱんやき）
鉄板焼きは、鉄板という器具を熱媒体とし、その上に食材を乗せて加熱する方法である。フライパンやホットプレートなどを使用した場合もこの加熱法に含まれるが、特に鉄板を使用して調理している事を強調する場合に使用する。主な料理はステーキ、お好み焼きなど多数ある。鉄板を用いても、食材をかき混ぜながら加熱する調理法は煎り焼きと同様で炒めと呼ぶ場合もあるが、焼きそばなどと同様に「鉄板焼き」と呼ぶ事は少なくない。
挟み焼き（はさみやき）
挟み焼きは、鉄板などの器具を加熱し、食材を上下から挟んで焼く調理法。器具の形状（型）で食材をかたどる場合も多い。ワッフル、たい焼き、パニーニなどの料理がある。加熱の熱源は主にガスや電気が用いられる。
煎り焼き（いりやき）
煎り焼きとは、フライパンなどの平たい調理器具に油を入れて食材を加熱する炒め物と似た調理法で、ソテーともいう。煎り卵（炒り卵）などに用いられる。
揚げ焼き（あげやき）
煎り焼きに似ているが、油を多めに使用し、かき回さない。ドイツやオーストリア式の「カツレツ」（シュニッツェル）が代表的な料理。

#### 油に基づかない焼き方
熱媒体として油や水を使わずに食材を加熱する。コーヒー豆や茶葉を加熱し水分を飛ばすことは焙煎という。
石焼き（いしやき）・焼き石
熱した石を使用して食材を加熱する調理法。石焼き芋、甘栗など。熱した石を料理を入れた食器の中に入れる調理もあるが、これも焼き石料理と呼ぶ事がある。
鉄板焼きに類似のものに、素材の異なる熱媒を用いた石板焼き（せきばんやき）、溶岩焼き（ようがんやき）、陶板焼き（とうばんやき）などがある。石を碗状にくりぬいた容器を熱して焼く朝鮮料理の「石焼きビビンバ」がある。熱媒の熱は、片側から食材に伝わるのが基本であるが、蓋をし「蒸し焼き」として容器内の空気を加熱する方法も併用する場合がある。

### 対流による加熱調理
蒸し焼き（むしやき）
食品を密閉容器に入れ、加熱する調理法。焼きながら蒸す、焼いた後に蒸すなど、いずれにせよ、蒸すことで食品の芯まで熱を通す。日本においては、焙烙焼きなどが蒸し焼きである。
熱した灰（消し炭など）に食材を埋める方法、地面に穴を掘ったり、鉄釜を用意したりして、強熱した石を入れた後、食材を入れて密封する方法、熱した鉄板の上に食材を置いて蓋をする方法などがある。ポリネシアなどのウムなど。中国杭州料理の「叫化鶏」（zh）（ジャオホワジー）は、鶏を丸ごとハスの葉で包み、泥で覆って、穴の中で蒸し焼きにしたのが始まりといわれている。他に塩で包んで蒸し焼きにする客家料理の「塩焗鶏」や塩窯焼き（しおがまやき）、ホイル焼きなどがある。
オーブン焼き、天火焼き（てんぴやき）、窯焼き（かまやき）、ロースト
オーブン（天火）、窯、ロースターなどの密閉可能な調理器具を使用してその器具内を様々な熱源で加熱する。熱源の輻射熱を直接利用する輻射式の窯やオーブンなどもあるが、調理器具中の加熱空気や加熱された調理器具そのものを熱媒として食材を加熱する。直火焼きと比べ、表面をあまり焦がさずに中まで火が通す料理に向いている。主な料理はピザ、ラザニア、グラタン、クッキー、パン、焼きプリン、ローストチキン、ローストビーフなど。

## 技法

### リソレ
料理のテキストなどで、肉の外側に焼き目を付けて肉汁の流出を抑える「リソレ（ 仏：rissoler　焼きつけ）」というテクニックが教えられている事がある。これは1850年頃にドイツの化学者であるユストゥス・フォン・リービッヒによって提唱された説だが、この説は誤りであることが証明されている。しかし、著名なシェフであるオーギュスト・エスコフィエなどが支持してしまった為か、今日に至るまでこの説を信じている人は多い。

### 焼き上がりの確認
焼き上がりを確認する一般的な方法には以下のようなものがある。
- 調理物に電子式温度計を差し込む。
- 調理物に串を差し込む。
  - 金串を用い、下唇に当てて温度で判断
  - 竹串などを用い、とおり具合や肉汁の色で判断
- 調理物に前もって差し込んだ松葉の変色具合